# Sean MacFarland

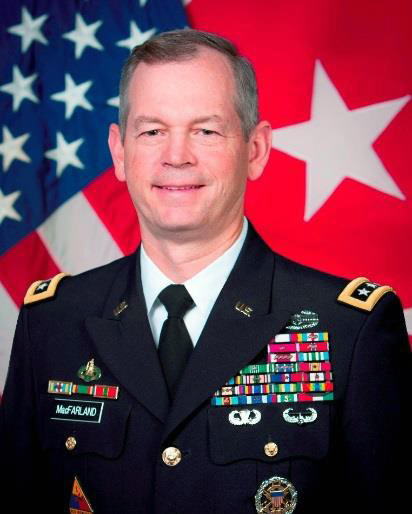
Sean MacFarland (2017)

Sean Barry MacFarland (* 12. Februar 1959 in New York City) ist ein pensionierter Generalleutnant der United States Army. Er war unter anderem Kommandeur der 1. Panzerdivision und des III. Korps.
In den Jahren 1977 bis 1981 durchlief MacFarland die United States Military Academy in West Point. Nach seiner Graduation wurde er als Leutnant in das Offizierskorps des US-Heeres aufgenommen. In der Armee durchlief er anschließend alle Offiziersränge vom Leutnant bis zum Drei-Sterne-General.
Im Lauf seiner militärischen Karriere absolvierte er verschiedene Kurse und Schulungen. Dazu gehörten unter anderem das Command and General Staff College, die School of Advanced Military Studies und das Industrial College of the Armed Forces.
In seinen jüngeren Jahren absolvierte er den für Offiziere in den niederen Rangstufen üblichen Dienst in verschiedenen Einheiten und Standorten. Dazu gehörten auch Aufgaben als Stabsoffizier in verschiedenen Hauptquartieren. Er kommandierte Einheiten auf fast allen militärischen Ebenen. Dabei war er meistens bei Panzereinheiten tätig. Zunächst war er Zugführer in Fort Bliss. Später war er unter anderem in Deutschland und in Bosnien stationiert. In Mazedonien und in Schweinfurt war er Bataillonskommandeur.
MacFarland war im Zweiten Golfkrieg und im Irakkrieg eingesetzt. Im Jahr 2006 war er als Oberst Kommandeur der amerikanischen Truppen bei der erfolgreichen Schlacht von Ramadi. Damals kommandierte er eine Brigade der 1. Panzerdivision. MacFarland war im Verlauf seiner militärischen Karriere unter anderem in Würzburg als Stabsoffizier der 3. Infanteriedivision tätig. Dort leitete er die Stabsabteilung G3 (Operationen) der Division. Er war Leiter der Commander's Initiative Group der 3. Armee in Fort McPherson und Stabsoffizier bei USAREUR in Heidelberg und dann in Sarajewo bei den dortigen US-Truppen. In Bagdad leitete er die Sondermission Future Operations for Combined/Joint Task Force 7 und in Deutschland war er Leiter der Stabsabteilung G3 (Operationen) beim V. Korps.
Nach zwischenzeitlichen weiteren Tätigkeiten in verschiedenen Bereichen unter anderem als stellvertretender Kommandeur der amerikanischen Truppen in Afghanistan erhielt Sean MacFarland im Mai 2013 das Kommando über die 1. Panzerdivision. Teile der Division waren zu diesem Zeitpunkt im Nahen Osten eingesetzt. MacFarland behielt sein Kommando bis August 2014. Anschließend übernahm er bis 2017 den Oberbefehl über das III. Korps im damaligen Fort Hood (heute Fort Cavazos). Das Korps leitete die Operation Inherent Resolve, die militärische Intervention der USA gegen die Terrormiliz Islamischer Staat im Irak und in Syrien. Damit kommandierte MacFarland gleichzeitig die Koalition gegen den Islamischen Staat in diesen beiden Staaten. Nach dem Ende dieses Kommandos wurde Sean MacFarland stellvertretender Kommandeur des United States Army Training and Doctrine Commands. Am 27. Februar 2018 schied er aus dem aktiven Militärdienst aus.
Im Präsidentschaftswahlkampf 2020 machte MacFarland Schlagzeilen, als er sich gegen eine Erwähnung seines Namens auf einer Liste für den Kandidaten Joe Biden aussprach. Er plädierte für eine politische Neutralität ehemaliger Generäle und Admiräle.

## Orden und Auszeichnungen
Sean McFarland erhielt im Lauf seiner militärischen Laufbahn unter anderem folgende Auszeichnungen:
- Defense Distinguished Service Medal
- Army Distinguished Service Medal
- Defense Superior Service Medal
- Legion of Merit
- Bronze Star Medal
- Meritorious Service Medal
- Joint Service Commendation Medal
- Army Commendation Medal
- Army Achievement Medal
- Joint Meritorious Unit Award
- Navy Unit Commendation
- Superior Unit Award
- National Defense Service Medal
- Armed Forces Expeditionary Medal
- Southwest Asia Service Medal
- Kosovo Campaign Medal
- Afghanistan Campaign Medal
- Iraq Campaign Medal
- Global War on Terrorism Expeditionary Medal
- Global War on Terrorism Service Medal
- Armed Forces Service Medal
- NATO-Medaille
- Kuwait Liberation Medal (Saudi-Arabien)
- Kuwait Liberation Medal (Kuwait)